# ماری-گلمین بنوست
ماری-گلمین بنوست (به فرانسوی: Marie-Guillemine Benoist)، نقاش نوکلاسیسیسم فرانسوی بود.

## زندگی‌نامه
بنوست دختر یکی از مقامات دولتی بود و در پاریس به دنیا آمد. آموزش او به عنوان یک هنرمند در سال ۱۷۸۱ زیر نظر لوئیز الیزابت ویژه لوبرن، و در سال ۱۷۸۶ به همراه خواهرش ماری الیزابت لاویل-لروو، وارد آتلیه ژاک لویی داوید شد.
در سال ۱۷۸۴ با چارلز آلبرت دموستر ملاقات کرد و دموستر شخصیت امیلی در اثر نامه به امیلی (۱۸۰۱) را از وی الهام گرفت.
در سال ۱۷۹۱ او برای اولین بار در نمایشگاه سالن پاریس شرکت کرد.
کارهای او، متأثر از ژاک لویی داوید است و در سال ۱۷۹۵ تمایل بیشتری برای کشیدن نقاشی‌های تاریخی داشت.

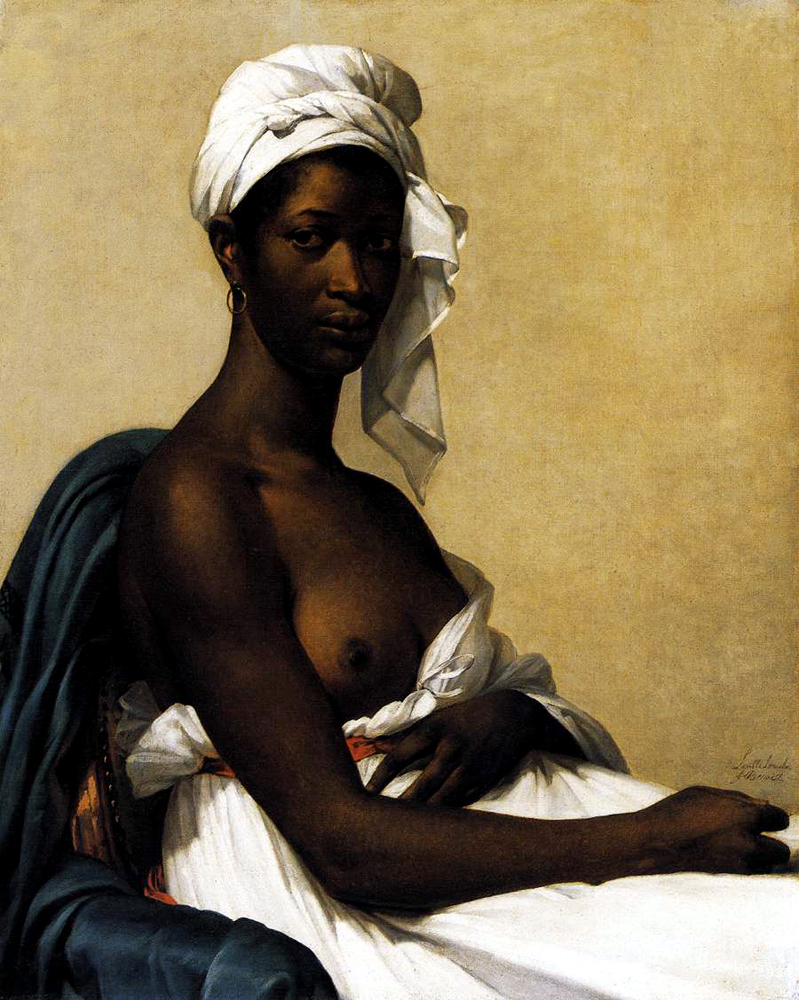
ماری-گلمین بنوست، پرتره یک بیگانه، ۱۸۰۰، موزه لوور.

در سال ۱۸۰۰ او پرتره " یک بیگانه " را در نمایشگاه سالن به نمایش گذاشت. شش سال پیش از ان قانون برده داری لغو شده بود و ان تصوی نمادی برای رهایی زنان و حقوق سیاهان بود.

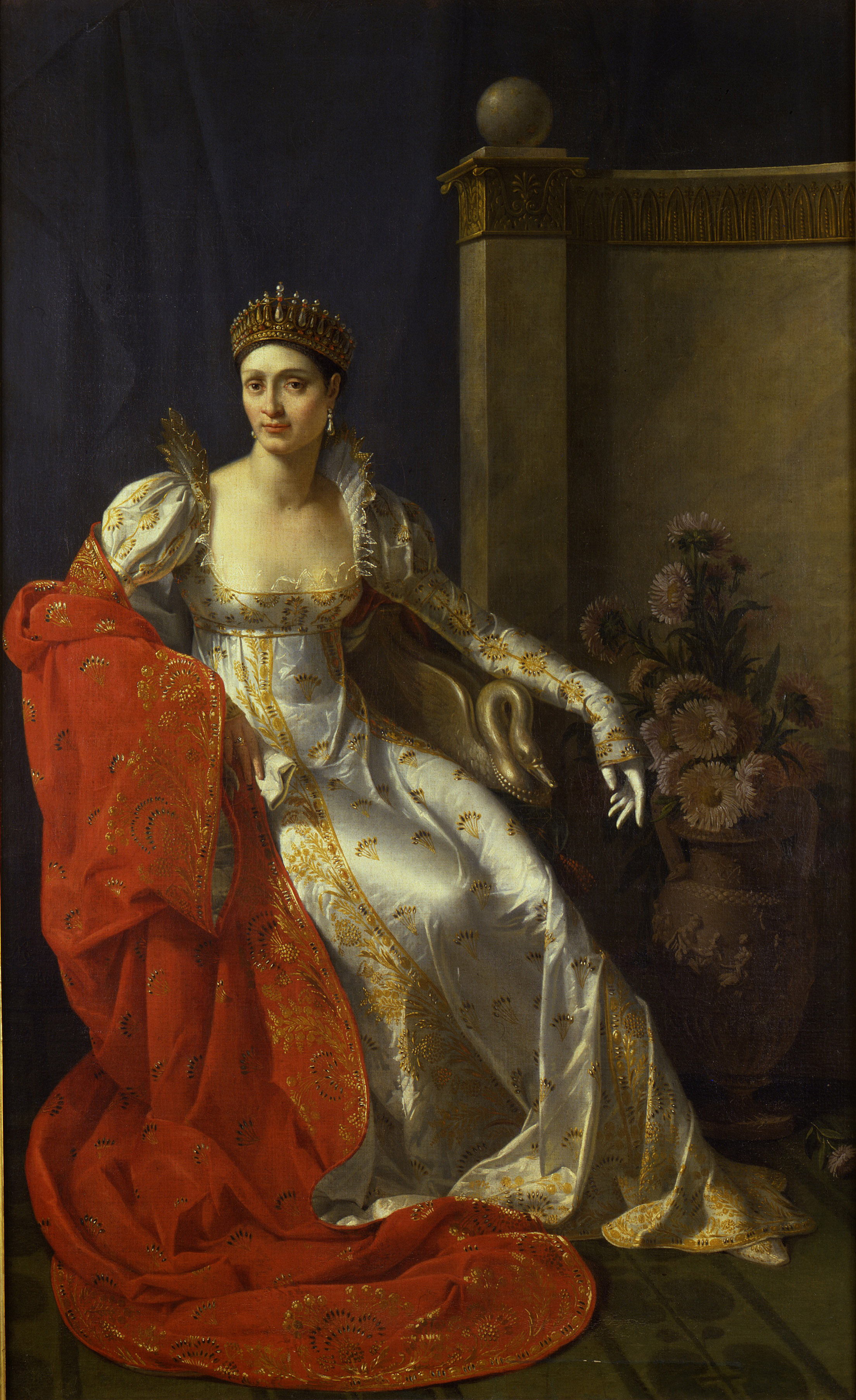
الیزا بناپارت خواهر ناپلئون، ۱۸۰۵

در سال ۱۸۰۳ یک کمیسیون مهم برای کشیدن تصویر ناپلئون بناپارت به او اعطا شد. این پرتره به شهر خنت که به تازگی به فرانسه الحاق شده بود فرستاده شد
از دیگر افتخارات او دریافت مدال طلای نمایشگاه سالن در سال ۱۸۰۴ است و متعاقب ان کمک هزینه دولتی دریافت کرد. در طی این مدت او یک آتلیه برای آموزش هنری زنان باز کرد.
حرفه او از تحولات سیاسی آسیب دید زمانی که شوهرش، طرفدار سلطنت طلبان بود . کنت بنوست در سال ۱۸۱۴ و در زمان بازگشت بوربون‌ها به سلطنت فرانسه نامزد شورای حکومت بود.
علیرغم بالا بودن محبوبیتش و در اوج محبوبیت کاریش، او تصمیم به رها کردن کار خود گرفت، هم نقاشی و هم دنبال کردن مسائل زنان را؛ به دلیل موج رو به رشد محافظه کاری در جامعه اروپایی.

## نگارخانه

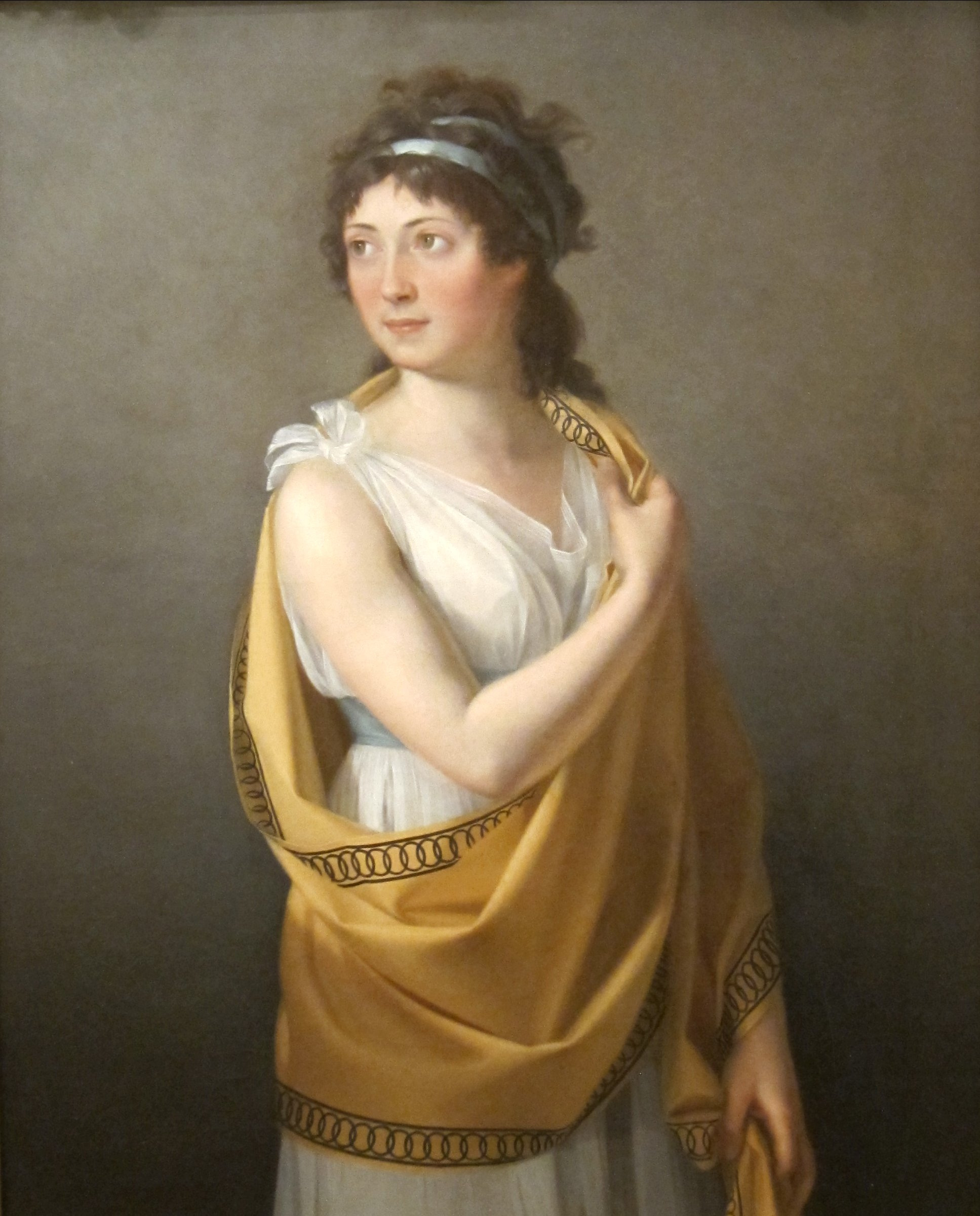
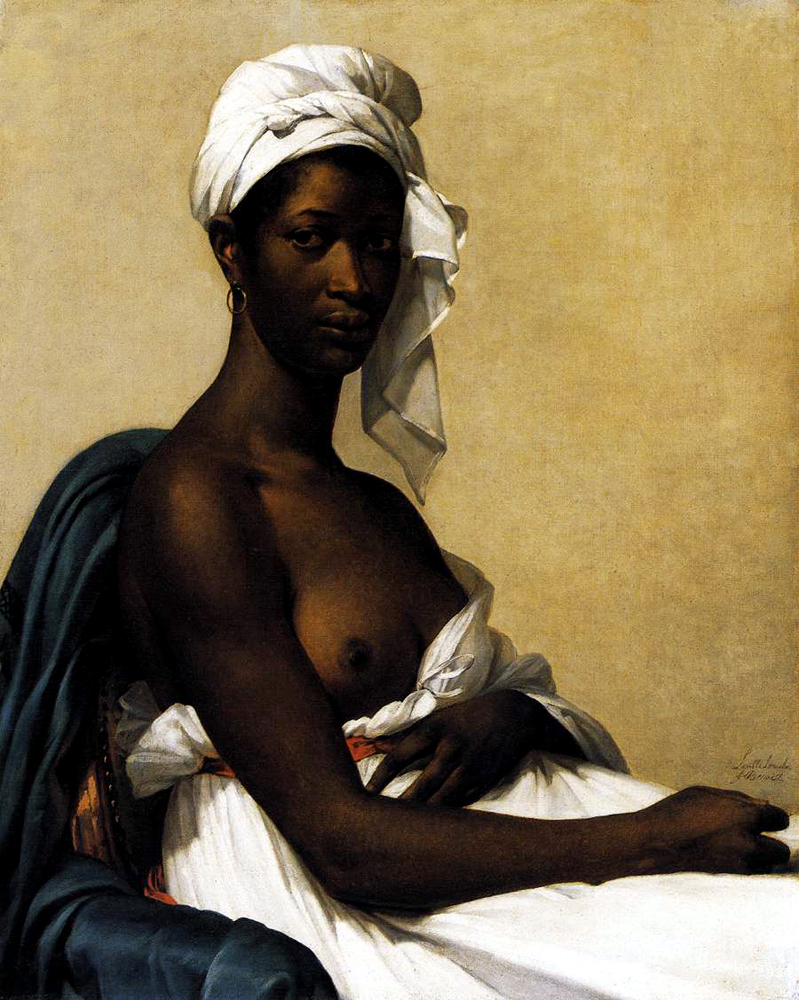
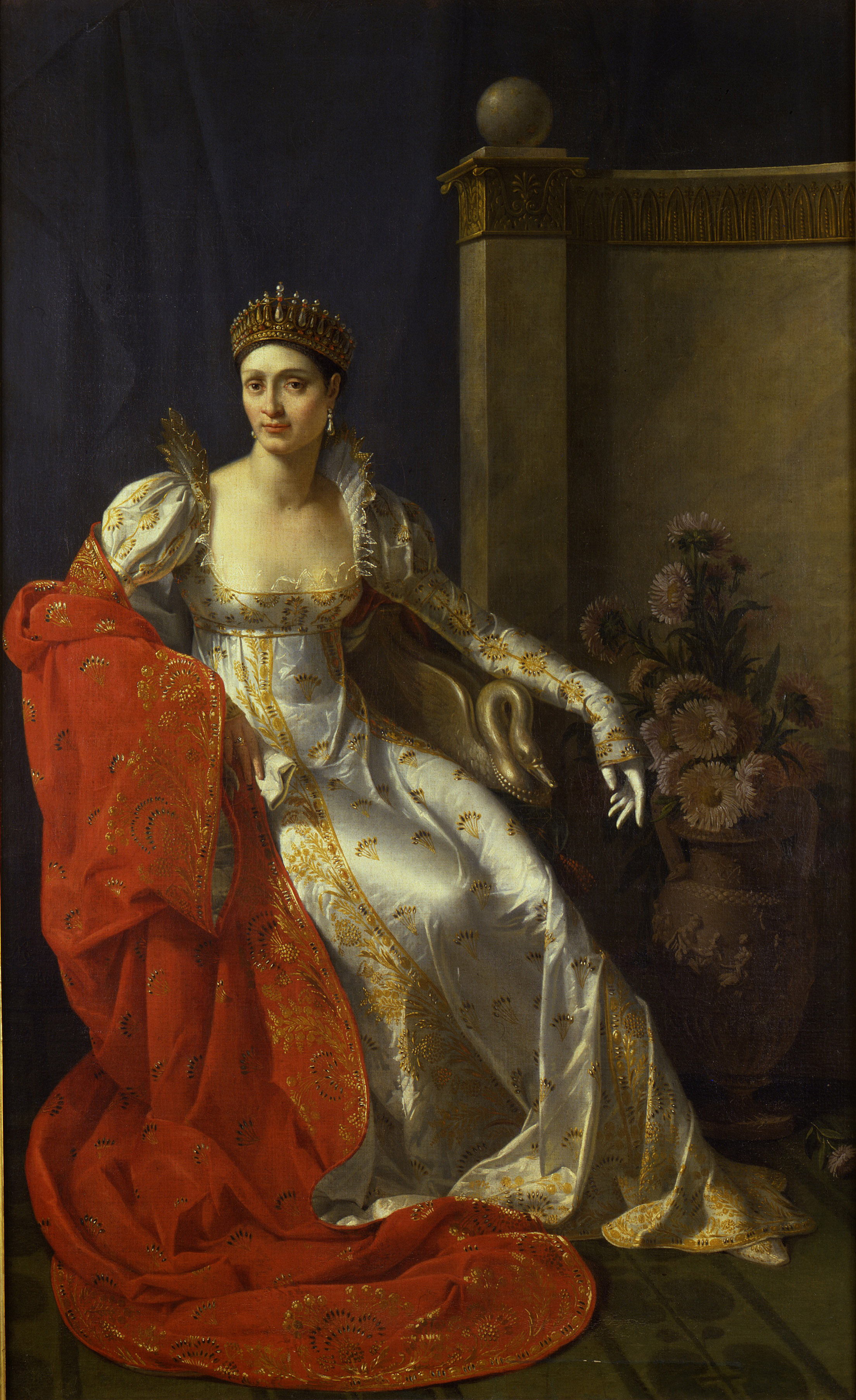
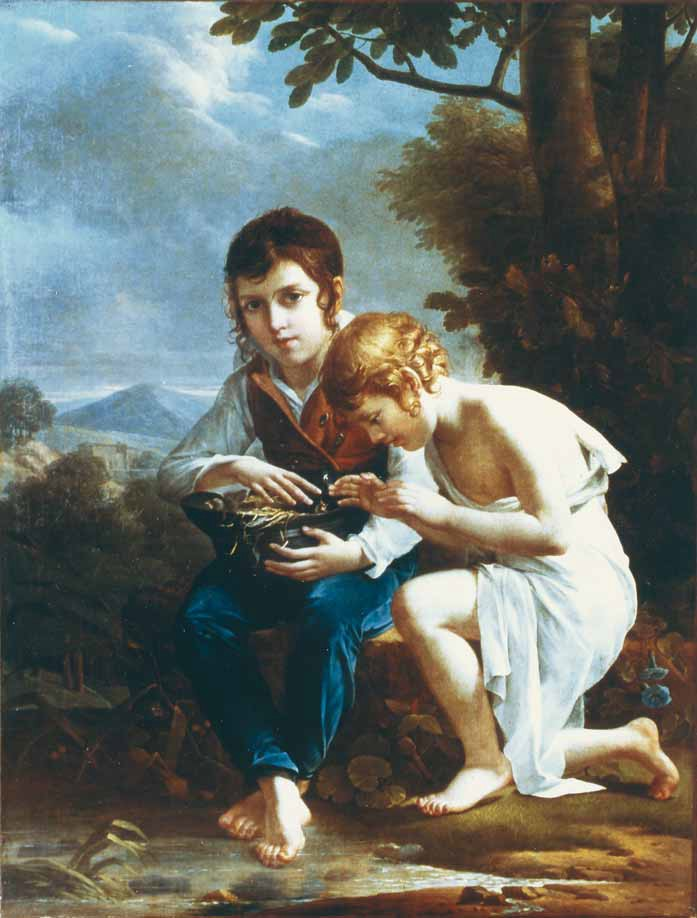
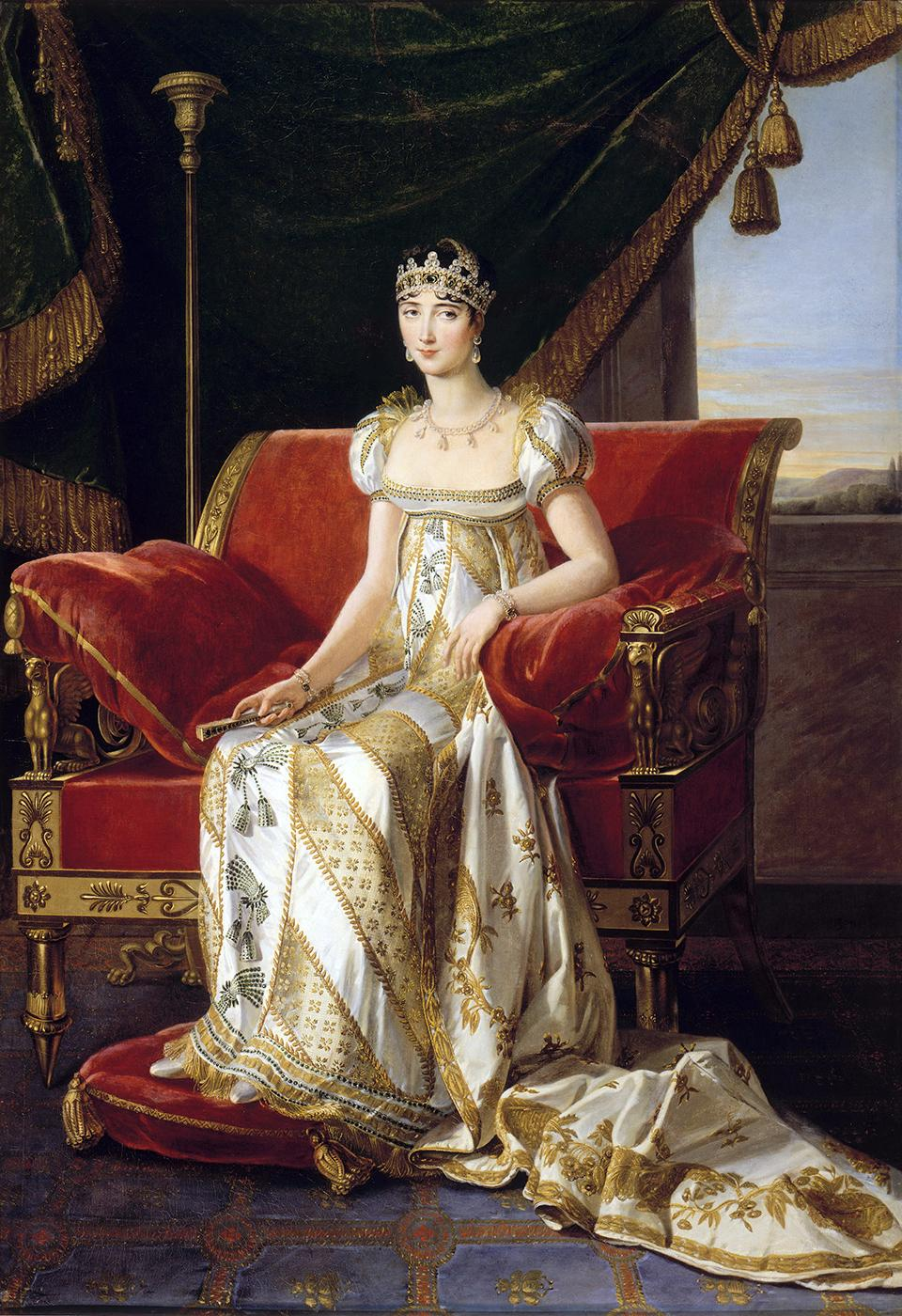
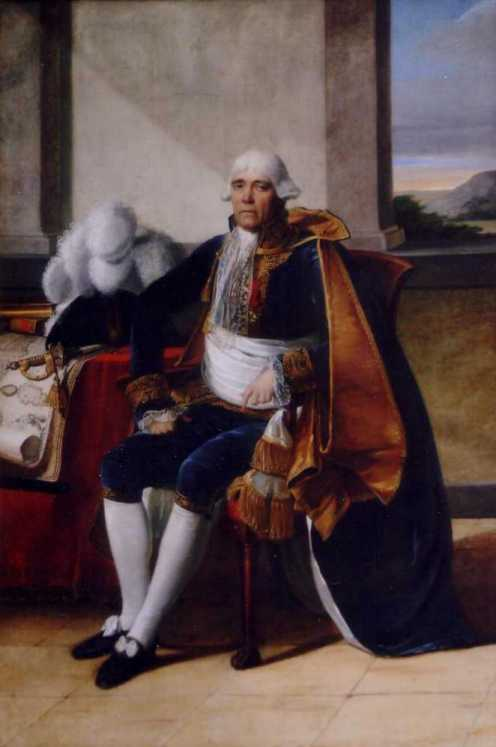
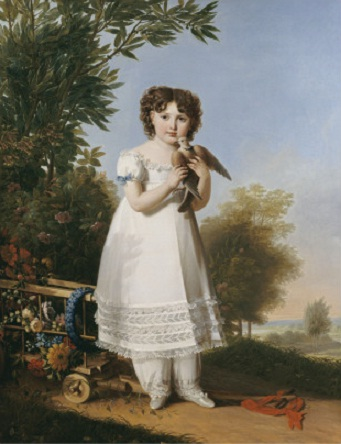
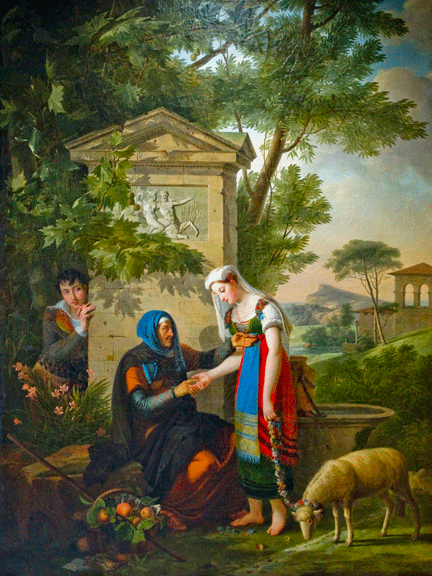